# Distensió
|  | Per a altres significats, vegeu «Distensió (desambiguació)». |

Distensió és un terme usat en la diplomàcia. Ens indica un període de treva en un enfrontament entre estats, quan el conflicte encara no ha estat resolt i entra en un període de relaxament.
La treva obtinguda, per tant, és de caràcter temporal. Cap dels dos estats ha arribat a un acord, ni tampoc assegura que les relacions no tornaran a empitjorar. Aquest terme va adquirir gran importància en conflictes com La Guerra Freda en les fases menys tibants.